# یواس‌اس کتفیش (اس‌اس-۳۳۹)
یواس‌اس کتفیش (اس‌اس-۳۳۹) (به انگلیسی: USS Catfish (SS-339)) یک زیردریایی بود که طول آن ۳۱۱ فوت ۹ اینچ (۹۵٫۰۲ متر) بود. این زیردریایی در سال ۱۹۴۴ ساخته شد.